# Лабастид-Габос
Лабасти́д-Габо́с (фр. Labastide-Gabausse, окс. La Bastida Gavaussa) — коммуна во Франции, находится в регионе Юг — Пиренеи. Департамент — Тарн. Входит в состав кантона Кармо-2 Валле-дю-Серу. Округ коммуны — Альби.
Код INSEE коммуны — 81114.

## География
Коммуна расположена приблизительно в 540 км к югу от Парижа, в 75 км северо-восточнее Тулузы, в 13 км к северу от Альби.

## Климат
Климат умеренно-океанический. Зима мягкая и дождливая, лето жаркое с частыми грозами. Ветры довольно редки.

## Население
Население коммуны на 2010 год составляло 449 человек.
| 1962 | 1968 | 1975 | 1982 | 1990 | 1999 | 2010 |
| ---- | ---- | ---- | ---- | ---- | ---- | ---- |
| 464  | 417  | 426  | 425  | 409  | 374  | 449  |

## Администрация
| Период | Период | Фамилия      | Партия | Примечания |
| ------ | ------ | ------------ | ------ | ---------- |
| 2001   | 2008   | Морис Труган |        |            |
| 2008   | 2020   | Ролан Мерсье |        |            |

## Экономика
В 2007 году среди 255 человек в трудоспособном возрасте (15—64 лет) 189 были экономически активными, 66 — неактивными (показатель активности — 74,1 %, в 1999 году было 66,8 %). Из 189 активных работали 177 человек (96 мужчин и 81 женщина), безработных было 12 (5 мужчин и 7 женщин). Среди 66 неактивных 24 человека были учениками или студентами, 24 — пенсионерами, 18 были неактивными по другим причинам.